# Новостройка (Нижньогородська область)
Новостройка (рос. Новостройка) — селище в Дивеєвському районі Нижньогородської області Російської Федерації.
Населення становить 32 особи. Входить до складу муніципального утворення Сатиська сільрада.

## Історія
Від 2009 року входить до складу муніципального утворення Сатиська сільрада.

## Населення
| 2002 | 2010 |
| ---- | ---- |
| 8    | ↗32  |